# 皮亞爾市 (莫納加斯州)

皮亞爾市（西班牙語：Municipio Piar），是委內瑞拉的一個市，位於該國東部莫納加斯州，首府設於阿拉瓜德馬圖林，面積1,001平方公里，2011年人口52,108，人口密度每平方公里38.9人。
9°58′09″N 63°29′19″W / 9.9692°N 63.4885°W